# سوزانا بالوف
سوزانا بالوف (بالإنجليزية: Suzanne Balogh) هي لاعبة رماية أسترالية، ولدت في 8 مايو 1973 في كوينبيان في أستراليا.

## وصلات خارجية
- سوزانا بالوف على موقع الاتحاد الدولي (الإنجليزية)
- سوزانا بالوف على موقع اللجنة الأولمبية الدولية (الإنجليزية)
- سوزانا بالوف على موقع أوليمبيديا (الإنجليزية)
- سوزانا بالوف على موقع اللجنة الأولمبية الأسترالية (الإنجليزية)
- سوزانا بالوف على موقع اللجنة الأولمبية الأسترالية (الإنجليزية)
- سوزانا بالوف على موقع اتحاد ألعاب الكومنولث (مؤرشف) (الإنجليزية)
- سوزانا بالوف على موقع دورة ألعاب الكومنولث 2006 (مؤرشف) (الإنجليزية)